# Eugeniusz Bajkowski
Eugeniusz Andrzej Bajkowski (Eugene A. Bajkowski, ur. 1 sierpnia 1931 r. w Harbinie, zm. 19 maja 2023 r. w Canberze) – polski dziennikarz, publicysta ekonomiczny, działacz polonijny.

## Życiorys
Syn Heleny i Andrzeja Bajkowskiego. Jego ojciec był urzędnikiem Głównego Zarządu Ceł w Chinach, oboje rodzice byli potomkami zesłańców syberyjskich. W latach 1932–1939 w Tiencinie i Szanghaju, następnie, do 1952 r. (z przerwą na kilkunastomiesięczny pobyt rodziny Bajkowskich w Polsce, w 1948 r.) w Szanghaju, gdzie ukończył, prowadzone przez zakon marystów i mające opinię najlepszego na Dalekim Wschodzie gimnazjum St. Francis Xavier's College. W latach 1951–1952 sekretarz Związku Obywateli Polskich w Chinach. Pisywał do prasy w Szanghaju (publikacje w jęz. angielskim i rosyjskim) i w Warszawie (m.in. korespondencje dla czasopism: „Po prostu”, „Film”, „Polityka”, współpraca z Agencją Prasowo-Informacyjną API).
Od października 1952 r. w Australii, gdzie studiował na wydziale ekonomicznym uniwersytetu w Sydney. Ożenił się z Jolantą Małkiewicz. Od końca lat 50. członek redakcji australijskiego tygodnika „The Bulletin”, potem „The Australian”. Jest autorem artykułów i analiz ekonomicznych, recenzji, felietonów, tekstów dotyczących środowiska polonijnego w Australii. W Polsce publikował w tym czasie okazjonalnie m.in. w "Życiu Warszawy", "Polityce", "Kontynentach", "Filmie", "Ekranie", "Ekspresie Wieczornym", a także w pismach polonijnych w Australii ("Wiadomości Polskie", "Tygodnik Polski") i Wielkiej Brytanii ("Dziennik Polski"). Ekonomiczne analizy publikował też na portalu Bumerang Polski. Był redaktorem wydawanego nieregularnie dwujęzycznego przeglądu wydarzeń w Polsce pt. "Panorama". W latach 1965–1967 oficjalny radca prasowy Stowarzyszenia Polskich Kombatantów w Canberze. W latach 70. był także m.in. doradcą ekonomicznym Związku Izb Przemysłowych Australii (przekształconego w Konfederację Australijskiego Przemysłu CAI). W latach 80. współpracował z Sydney Morning Herald. Relacjonował dla australijskich pism i rozgłośni radiowych wizyty Jana Pawła II w Polsce. Współpracuje z ukazującym się w Hongkongu tygodnikiem "Inside". Obecnie w zespole Polish Australian television PATV. W 2001 r. odznaczony Krzyżem Komandorskim Orderu Odrodzenia Polski.
Jego postać opisał Olgierd Budrewicz w książce pt.: Wśród polskich kangurów (Wydawnictwo Interpress, Warszawa 1982, str. 63-80, ISBN 83-223-2030-2). Jego sylwetka została też opisana w "Kronice Polonii" (Bulletin of Council of Polish Organisations in ACT Inc., Rok XXI, Nr 1 (82), marzec 2005, ISSN 1448-1758).
Mieszkał w Canberze w Australii.